# Nkolandom
Nkolandom est un village situé dans la Région du Sud du Cameroun. Localisé dans la commune de Ebolowa IIe, Nkolandom dépend du département de la Mvila.

## Géographie
Localisé à la latitude de 2°48’39.29″N et la longitude 11° 9’59.60″E, le village est situé à 18 km d’Ebolowa (sur la route Ebolowa-Ambam). Il s'étend sur 2 km. Le village est alimenté par les rivières Bizona et Afoumou.

## Histoire
Nkolandom signifie littéralement en langue Boulou le mont de l'arbre dont l'écorce battu sert à fabriquer le vêtement ancestral. Le vêtement ancestral permettant de faire briller celui qui le porte Le village a d'abord été occupé par les Mvam vers 1896, ensuite par les Asso Otol vers 1890, par les Suajap vers 1885, par les Mbekom vers 1883, par les Ofan vers 1881, par les Amvom vers 1879, par les Mengbwaa vers 1877 et par les Kom akoé vers 1875.
Avec les migrations Bantoue, il a été abandonné et nommé "Bilik" qui veut dire "village abandonné en langue locale. En 1918, le village fut occupé par les populations Ndong sous la pression des colons français qui les avaient contraint de quitter la forêt pour s'installer à proximité de la nouvelle route entre Nkoemvone et Ma'amezam. Les populations de Nkolandom sont de l'ethnie Boulou et particulièrement du clan Ndong également présent au Gabon notamment dans la localité de Ntoum, en Guinée Equatoriale, et dans les territoires camerounais comme Yaoundé (Nkolondom, Ngoa ékélé, Obili,...), Mefou et Afamba (Soa, Essé, Awaé,...), Nyong et Mfoumou, Mbam et Kim appelé  Ndongè à côté des chutes de Nachtigal, dans le Haut-Nyong, dans l'Océan appelé "Biwandi", dans le Nyong et Kellé et la Sanaga Maritime (respectivement appelé "Ndog Béa" et "Ndog Kobé"). Le clan Ndong qui se retrouve dans plusieurs tribus (Fang, Ewondo, Bene, Bassa, Ntoumou, Eton, Yelinda, Yembama, Sanaga, Bajué, Ngoumba, Vuté, Tikar) a plusieurs sous-clans dont le sous-clan Ovouk où appartiennent les populations de Nkolandom. 
L'ancêtre des populations de Nkolandom est Ngo'o Mboo (né dans les années 1760). Les descendants de ses quatre enfants sont repartis dans les quatre hameaux du village:
- Le premier hameau à partir d'Ebolowa est occupé par les descendants de Nyate Ngo'o
- Le deuxième hameau par ceux de Ango Ngo'o
- Le 3e hameau par les descendants de Tene Ngo'o
- Le 4e hameau par ceux de Essiane Ngo'o.

## Administration et politique
Chefferie de 3e dégré, Nkolandom est administrativement rattaché à la chefferie de 2e dégré d'Eboman II. Le village a connu plusieurs chefs dont les principaux furent:
- Nyate Ngo'o
- Ndongo Nyate
- Obam (Ossoubita) Ndongo
- Akuteyo'o Ndongo
- Moto Akuteyo'o
- Ndongo Obam (Ossoubita)
- Akuteyo'o Sa'ase en 1920
- Jacques Fame Ndongo en 1927 (1893 -1949)
- Pierre Ella Ndongo en 1949
- Clément Azombo Ntyam Clément en 1965
- Denis Zo'o Azombo en 1986
- Jacques Fame Ndongo depuis le 16 mai 1999 (né le 14 novembre 1950)

## Population et société

### Démographie
Nkolandom comptait 541 habitants lors du dernier recensement de 2005. Un centre de télémédecine est prévu dans le village de Nkolandom.

### Tourisme

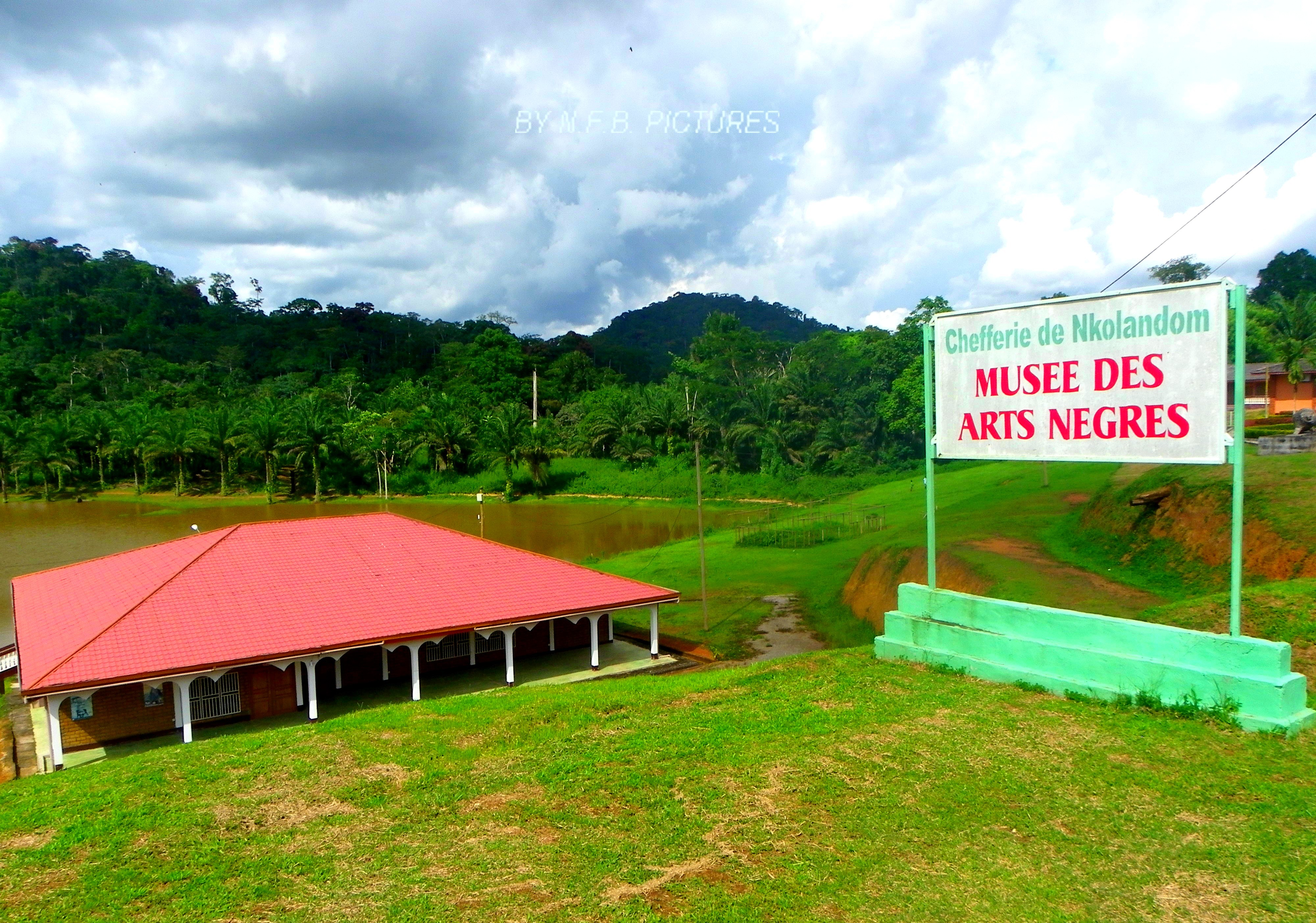
Musée des arts nègres à Nkolandom.

Le village développe une activité touristique avec la présence du Centre écotouristique de Nkolandom intégré dans un ensemble composé de la nature, des rochers, grottes préhistoriques ou statues. On y trouve le musée des arts nègres avec sa grande collection d’objets d’arts.

## Personnalités liées à Nkolandom
- Jacques Fame Ndongo